# Tannsjökällan
Tannsjökällan är en sjö i Härjedalens kommun i Härjedalen och ingår i Göta älvs huvudavrinningsområde. Tannsjökällan ligger i Rogen Natura 2000-område.